# Acariciando lo áspero
Acariciando lo áspero es el segundo álbum de estudio de la banda de rock argentina Divididos, lanzado en el año 1991 por la discográfica EMI. El disco, junto a La era de la boludez, es el que más "éxitos" individuales consiguió, convirtiendo canciones como "El 38", "Ala delta", "Sábado" y "Azulejo" en clásicos de la banda. El álbum está considerado entre los mejores discos de la banda y difiere del álbum debut marcando un distanciamiento entre el sonido de Sumo y el de Divididos.

## Antecedentes y grabación
A la hora de entrar en el estudio, Federico Gil Solá ya estaba a cargo de la batería, acompañando a la dupla heredera de Sumo que conformaban (y aún conforman) Ricardo Mollo y Diego Arnedo; aunque algunos de los temas incluidos en él habían empezado a tomar forma ya en la época en la que el ritmo reposaba en manos de Gustavo Collado. Con la inclusión de Gil Solá en batería, Divididos ganaría en potencia algo que se reflejaría de inmediato en su segundo trabajo de estudio, que salió a las calles a finales de 1991.
Gracias a una gran cantidad de canciones que se convertirían en clásicos argentinos, como las rockeras “El 38”, “Azulejo”, “Qué tal?” y “Ala delta”, y las más folklóricas como “El burrito” y “Cielito lindo”, este nuevo material los acercó un poco más a la masividad, que finalmente conseguirán con La era de la boludez algunos años después. El álbum es, en cierto sentido, un despertar plagado de bajos demoledores, coqueteos funk, guitarras voladoras, y una rítmica hipnotizante; pero, además de todo eso, además de ser un pilar fundacional sobre lo que con el tiempo se convertiría en el sonido más característico de la banda, está lleno de canciones devenidas clásicos. Para cerrar el disco incluye también una versión de "Voodoo Child" de Jimi Hendrix (con una licencia que convierte al niño en “Chile”) que al día de hoy sigue siendo ritual en cada una de sus fechas, un homenaje a Hendrix: Mollo toca la canción con los dientes. En Acariciando lo áspero la banda comenzaba a establecer su impronta con los dedos endiablados de Arnedo y la variedad sonora aportada por la guitarra de Mollo, yendo desde el funk, pasando por el blues, el punk y en cuanto estilo quieran abarcar.

## Presentación
Pese a ser un gran disco no obtuvo el apoyo esperado por parte de su compañía discográfica por falta de presupuesto, así fue como la banda tuvo que promocionarse a ella misma y realizó durante 1992 una serie de 13 conciertos en el Estadio Obras Sanitarias que resultaron todo un éxito aunque la cima de su carrera todavía estaría por venir.

## Lista de canciones
Todas las canciones compuestas por Ricardo Mollo, Diego Arnedo y Federico Gil Solá excepto las señaladas.

| N.º   | Título                                                               | Duración |  |
| 1.    | «El 38» (Mollo, Arnedo)                                              | 2:29     |  |
| 2.    | «Sábado» (Mollo, Arnedo)                                             | 4:16     |  |
| 3.    | «Cuadros Colgados» (Mollo, Arnedo, Gustavo Collado)                  | 2:22     |  |
| 4.    | «Cielito Lindo» (canción popular mexicana)                           | 3:38     |  |
| 5.    | «Qué Tal?»                                                           | 3:00     |  |
| 6.    | «Sisters»                                                            | 4:44     |  |
| 7.    | «Ala Delta»                                                          | 5:54     |  |
| 8.    | «Azulejo» (Mollo, Arnedo, Collado)                                   | 3:07     |  |
| 9.    | «El Burrito»                                                         | 3:21     |  |
| 10.   | «Jamelosapoaí» (Mollo, Arnedo, Gil Solá, Néstor Morales, Rubén Pais) | 0:44     |  |
| 11.   | «Paraguay»                                                           | 2:16     |  |
| 12.   | «Voodoo Child» (Jimi Hendrix cover)                                  | 4:17     |  |
| 13.   | «Haciendo Cola Para Nacer» (Mollo, Arnedo)                           | 2:52     |  |
| 43:30 |                                                                      |          |  |

## Personal
Divididos
- Ricardo Mollo: Guitarra, ukelele y voz
- Diego Arnedo: Bajo, acordeón, armónica, congas, guitarra acústica, cascabeles, bombo legüero y coros
- Federico Gil Solá: Batería y percusión